# Gustav Karl Wilhelm Hermann Karsten
Gustav Karl Wilhelm Hermann Karsten (Stralsund, 6 november 1817 - Berlin-Grünewald (Berlijn), 10 juli 1908) was een Duits botanicus. Hij volgde het voorbeeld van Alexander von Humboldt en reisde van 1844 tot 1847 en nogmaals van 1848 tot 1856 door Zuid-Amerika waarbij hij onder andere Colombia, Ecuador en Venezuela bezocht. Daarna werd hij hoogleraar in de botanie in Berlijn en Wenen.
De natuurkundige Gustav Karsten (1820-1900) was zijn broer.

## Werken (selectie)
- Florae Columbiae ..., 1859-1869
- Chemismus der Pflanzenzelle, 1869
- Deutsche Flora. Pharmaceutisch-medicinische Botanik, 1880-1883

- Bibsys: 1047050
- Bibliothèque nationale de France: cb15365794x (data)
- Author citation (botany): H.Karst.
- Gemeinsame Normdatei: 116186909
- International Standard Name Identifier: 0000 0000 8190 8678
- Library of Congress Control Number: n97102271
- Nationale Bibliotheek van Tsjechië: xx0216724
- Nationale Bibliotheek van Israël: 987007282073105171
- Nederlandse Thesaurus van Auteursnamen: 138436908
- Système universitaire de documentation: 087949695
- Virtual International Authority File: 312847
- WorldCat: E39PBJwtqb69tw9xy4Tyvr7fv3